# Kazimierz Popiołek
Kazimierz Popiołek (25. února 1903 Těšín – 28. prosince 1986 Katovice) byl polský historik, profesor na univerzitě ve Vratislavi, Jagellonské univerzitě a na Slezské univerzitě v Katovicích, výzkumník dějin Slezska. První rektor Slezské univerzity v Katovicích (1968-1972).

## Životopis
Byl synem Franciszka Popiołka. Absolvoval studium na Jagellonské univerzitě. Až do vypuknutí druhé světové války byl učitelem na středních školách v slezském vojvodství. Za války byl ve Varšavě, kde se podílel na tajném učení. Účastnil se Varšavského povstání, byl zatčen v roce 1944 a pak zůstal v koncentračních táborech v Gross Rosen a Litoměřicích.
Po válce působil jako vědecký pracovník Slezského ústavu a vedoucí katedry dějin Slezska historického ústavu Polské akademie věd. Byl profesorem na univerzitě ve Vratislavi (1955–1964), ředitelem Slezského vědeckého ústavu a profesorem a prorektorem na Jagellonské univerzitě. Spoluorganizátor a první rektor Slezské univerzity v Katovicích (v letech 1968–1973). 1. října 1977 obdržel titul doktor honoris causa na Slezské univerzitě v Katovicích.
Jeho syn je profesor Wojciech Popiolek.

## Dílo
- Trzecie powstanie śląskie (1946)
- Tragedia Śląska w czasie rewolucji husyckiej (1419-1435)
- Śląsk w oczach Gestapo (1948)
- Śląsk w oczach okupanta (1958)
- Górnego Śląska droga do wolności (1967)
- Śląskie dzieje (1976)
- Historia Śląska od pradziejów do 1945 roku (1984)
- Polskie dzieje Śląska (1986)